# Ueda Sōko Ryū

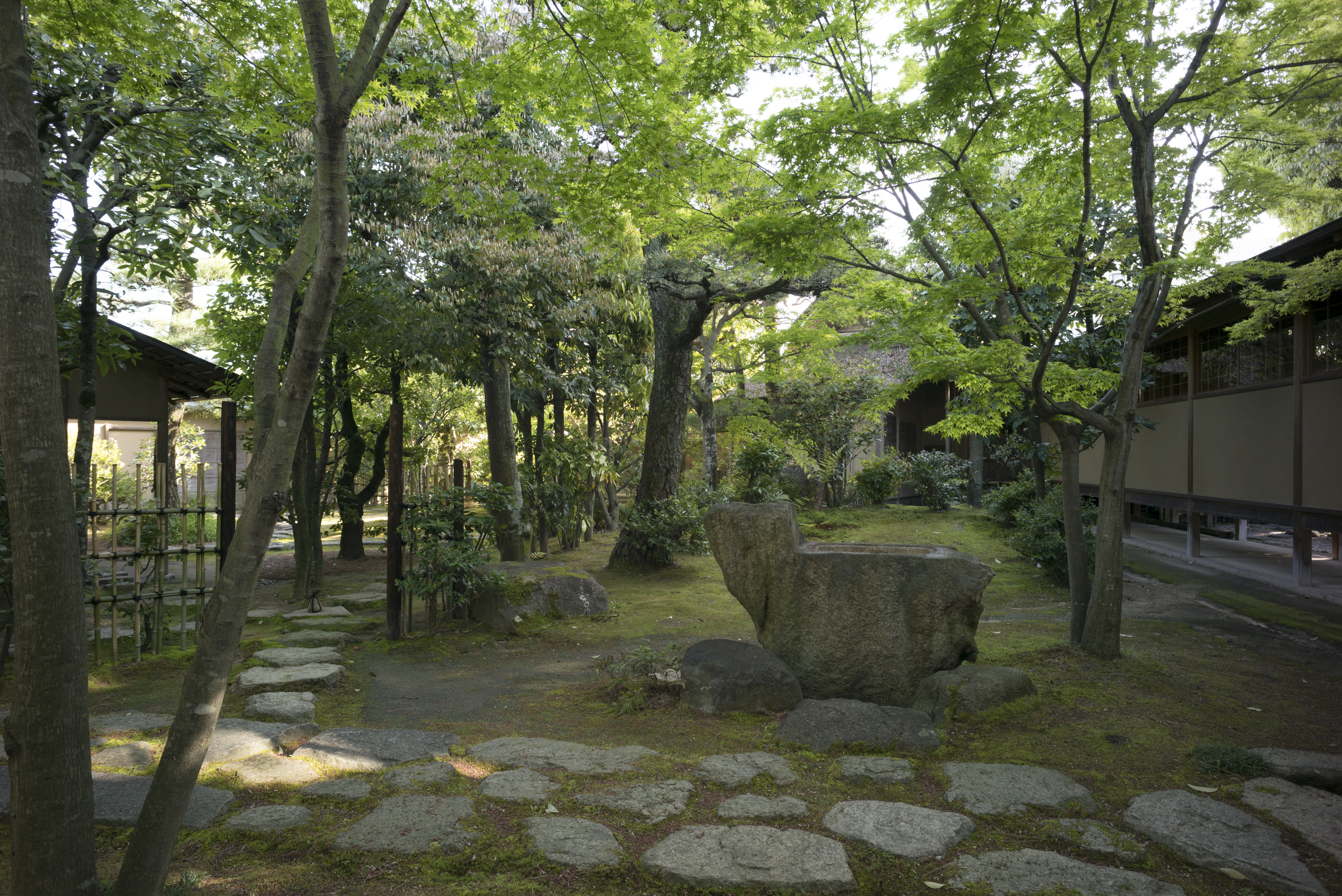
Le jardin de thé intérieur (uchi-roji) à Wafūdō, siège de l'Ueda Sōko-ryū.

Ueda Sōko-ryū (上田宗箇流), communément appelée Ueda Sōko-ryū (« ryū » signifie « école » en japonais), est une école japonaise de cérémonie du thé. Ses origines remontent au XVIe siècle, à l'époque des samouraïs. Son fondateur, Ueda Sōko (1563-1650), était un seigneur de guerre à l'époque des provinces en guerre, l’époque Sengoku (milieu du XVème au début du XVIIe siècle). Depuis plus de 400 ans, la pratique d’Ueda-ryū reflète les coutumes, l'étiquette et les valeurs des samouraïs.

## Ueda Sōko

« Kuginuki-mon », l'insigne héraldique de la famille Ueda, qui représente un gros tire-clou utilisé dans la construction des temples.

Ueda Sōko était un membre de la classe guerrière. Sōko a servi Niwa Nagahide (1535-1585) qui était un chef militaire au service du clan Oda. Après avoir servi Niwa Nagahide comme page, Ueda Sōko a été choisi par Toyotomi Hideyoshi pour devenir l'un de ses aides et daimyō. Il s’est formé à la pratique du chanoyu auprès de Sen no Rikyu et Furuta Oribe avant développer son propre style, profondément influencé par les valeurs et les coutumes des samouraïs de la période Sengoku. Depuis lors, l’école Ueda Sōko s’est perpétuée sur 16 générations sous un système iemoto. L’actuel et 16ème iemoto est Ueda Sōkei (né en 1945).
Ueda Sōko est également reconnu comme l'un des principaux concepteurs de jardins de la période Momoyama (1568-1603). Il a conçu et construit de nombreux jardins aujourd’hui classés au Japon comme des sites d’une grande beauté. C’est notamment le cas du jardin Shukkei-en (préfecture d'Hiroshima), du jardin du palais du château de Tokushima (préfecture de Tokushima), du jardin du château de Nagoya (Ninomaru-teien, préfecture de Nagoya) et des jardins du château de Wakayama (Nishinomaru-teien et Kokuwadera-teien, préfecture de Wakayama).
Après le siège d'Osaka (1614-1615), le clan Toyotomi a été dissous et Ueda s’est installé à Hiroshima sous l’autorité du seigneur Asano Nagaakira, qui allait devenir le daimyō du domaine de Geishū (domaine d’Hiroshima). Ueda devint le principal administrateur domestique du domaine de Geishū pour le compte d’Asano, et reçut en récompense un fief dans l'ouest de la préfecture d'Hiroshima donnant 17 000 koku de riz (environ 2788 tonnes). 
La famille Ueda a continué depuis lors à exercer la fonction d’administrateur principal du domaine de Geishū et à gérer ses terres à l’ouest d'Hiroshima jusqu’à la restauration de Meiji. Le chanoyu de Sōko s’est transmis de génération en génération et sa pratique reste vivace aujourd’hui.

## Histoire
En 1619 (cinquième année de l'ère Ganwa), Asano Nagaakira a été nommé daimyō du Geishū, devenant ainsi le seigneur de la province d'Aki et de la moitié de la province de Bingo. Ses terres avaient un rendement de 426 500 koku de riz, ce qui représente l’actuelle préfecture d’Hiroshima. Ueda Sōko s’est rendu à Geishū pour servir Asano, et a été nommé principal administrateur du domaine de Geishū sous l’autorité du seigneur. Sōko a également reçu un fief dans l'ouest de la préfecture d'Hiroshima donnant 17 000 koku de riz (environ 2788 tonnes). 
Sōko a désigné Nomura Kyūmu et Nakamura Mototomo comme ses vassaux et a accordé à chacun d’eux un fief de 100 koku de riz. Il a transmis son style de chanoyu à Kyūmu et Mototomo et à leurs familles respectives, les Nomura et Nakamura, qui ont dès lors pris le titre de « chaji azukari » ou « détenteur des enseignements de chanoyu » . Sous la direction de Sōko, ces deux familles ont enseigné et dirigé chanoyu au nom des familles Asano et Ueda.
Au milieu de l’époque d’Edo, la pratique du chanoyu s’est répandue. La période correspond au développement du système iemoto (iemoto seido) par les trois traditions de chanoyu de la famille Sen, puis, au cours des Bunka et Busei (1804-1819), le système de progrès « sōden » , également mis en place par les Sen. 
La tradition Ueda Sōko rayonnait au-delà de la classe samuraï des Geishū : elle était également pratiquée par des citadins ordinaires et des habitants des régions du Kansai et de Chu-Shikoku. Il est peu à peu devenu nécessaire de formaliser davantage l’enseignement de l’école. Les maîtres adjoints de la tradition Ueda, Nomura Sōkyū, Nomura Yokyū et Nakamura Taishin ont établi une nouvelle grille d’progression sōden en 1839 (dixième année de l'ère Tenbō), ce qui a permis de systématiser la transmission du style de l’Ueda-ryū d’une génération à l’autre. Il a ainsi été prévu que la plus haute licence, le Shin Daisu, resterait dans la famille Ueda, et que les autres ne pourraient être émises que par le chaji azukari. Dans le manuscrit « Sōko-sama o-kikigaki » ou « Notes de Sōko » , il est écrit « Sōko a reçu une licence d’Oribe » . Cela montre que la tradition Ueda Sōko transmise de génération en génération est un style fortement influencé par Furuta Oribe.
Le système féodal du Japon a été dissous avec la restauration de Meiji, et tous les maîtres du thé au service des daimyos des domaines se sont retrouvés sans emploi. Le 12ème grand maître, Ueda Yasuatsu, était le chef de la famille Ueda pendant les années de déclin du shogunat Tokugawa et jusque dans l'ère Meiji. En 1870 (troisième année de Meiji), il se retira des affaires du monde et devint moine bouddhiste, prenant le nom « Jōō » . Jusqu'à sa mort en 1888 (21ème année de Meiji), Jōō se consacra au chanoyu et sa vie ressembla ainsi à celle d'Ueda Sōko. Jōō continua d'employer Nakamura Kaidō et Nomura Ensai en tant que ses chaji azukari tout au long de l'ère Meiji, et les deux familles assumèrent ce rôle jusqu'en 1955 (30e année de Shōwa). 
La tradition de chanoyu Ueda Sōko est représentative des écoles de thé de la classe des samouraïs, ou « buke-sadō » , nées à l’époque de Momoyama (1568-1598). Les seigneurs de guerre vivaient alors dans une période impitoyable où la menace de mort faisait partie intégrante de la vie quotidienne. Le style de chanoyu issu de la classe de samouraï de la période Momoyama exprime une recherche de la quiétude de l’esprit. La tradition Ueda est aujourd’hui encore une pratique permettant de découvrir son soi véritable par la voie du thé. 

## Caractéristiques de la cérémonie du thé de style Ueda Sōko
L’école d’Ueda Sōko est :
- Un style de chanoyu de classe guerrière transmis de la période Momoyama (1573-1603) à nos jours.
- Un style à l'esthétique unique d'Ueda Sōko, qui combine l’influence de

1. la beauté de la tranquillité de Rikyu : un type de beauté qui émerge du mouvement subtil dans un monde de calme et d’ombres ;
2. la beauté de libération d’Oribe : une atmosphère d'émancipation fondamentale née d’un monde de lumière, d'espace et de formes fluides.

Ueda Sōko a composé avec l'influence de ses professeurs pour créer une esthétique élégante et digne, désignée par « utsukushiki ». 
- La seule école à avoir reconstitué son siège à l’original de la résidence des samouraïs de la période Edo, avec le complexe des pavillons de thé « Wafūdō » et un bâtiment de réception dans le style d’architecture shoin. L’école d’Ueda conserve également de nombreux ustensiles historiques, des objets d’art et des textes anciens d’une grande importance pour l’histoire de chanoyu.
- Un style où les mouvements caractéristiques de la cérémonie du thé (temae) sont composés de lignes droites, en éliminant tout mouvement inutile. L'école met l'accent sur l'équilibre yin / yang chez le praticien, ce qui se traduit généralement par une esthétique plus puissante pour les hommes et une esthétique plus douce pour les femmes (conformément à la culture samouraï de la période Momoyama).

## Généalogie du Ueda Sōko-ryū
Le nom Ueda vient de la ville d'Ueda à Shinano, située dans l’actuelle préfecture de Nagano. Les Ueda ont choisi ce nom après avoir porté celui d’Ogasawara, le clan dont ils descendaient. Le clan Ogasawara était un clan de samouraï japonais descendant du Seiwa Genji. La lignée de Seiwa Genji comprend : Seiwa Genji, ancêtres de Minamoto no Yoshimitsu (alias Shinra Saburō Yoshimitsu), clan Takeda, Clan Ogasawara et la famille Ueda. Le grand-père de Ueda Sōko, Shigeshi, et son père, Shigemoto, ont tous deux été au service de Niwa Nagahide et ont acquis une renommée militaire pendant les périodes instables des époques Genki (1570-1573) et Tenshō (1573-1592).
En 1619 (cinquième année de l'ère Genwa), Ueda Sōko s’est installé à Hiroshima pour servir Asano Nagaakira. À cette époque, Sōko avait deux fils, l'aîné Shigehide et son deuxième, Shigemasa. Peu de temps après l’installation à Hiroshima, Shigehide a été appelé à résider au château d'Edo en caution du shogunat de Tokugawa. Sōko était alors un « hatamoto » (un samouraï au service direct du shogunat Tokugawa du Japon féodal) avec 5000 koku de terres. En 1632 (9ème année de l'ère Kanei), l’aîné étant toujours retenu au château d'Edo, le deuxième fils Shigemasa a pris la succession de Sōko. Les descendants de Shigemasa ont conservé un fief de 17 000 koku de terres et la charge de principal administrateur du domaine d’Hiroshima. La restauration Meiji a eu lieu à l'époque de la 12e génération d'Ueda Yasuatsu (Ueda Jōō). Le chef actuel de la famille Ueda, Ueda Sōkei, est le 16e grand maître à succéder à Ueda Sōko.

## Généalogie abrégée de la famille Ueda
1. Ueda Mondonokami Shigeyasu (Sōko) 上田主水正重安(宗箇) 1563–1650
2. Ueda Bizennokami Shigemasa 上田備前守重政 1607–1650
3. Ueda Mondonosuke Shigetsugu 上田主水助重次 1638–1689
4. Ueda Mondo Shigenobu (Sawamizu) 上田主水重羽(沢水) 1662–1724
5. Ueda Mondo Yoshiyuki 上田主水義行 1694–1725
6. Ueda Mondo Yoshiyori 上田主水義従 1715–1736
7. Ueda Mondo Yoshinobu 上田主水義敷 1702–1743
8. Ueda Minbu Yoshitaka 上田民部義珍 ?-1755
9. Ueda Mondo Yasutora 上田主水安虎 ?-1802
10. Ueda Mondo Yasutsugu 上田主水安世(慎斎) 1777–1820
11. Ueda Mondo Yasutoki (Shōtō) 上田主水安節(松涛) 1807–1856
12. Ueda Mondo Yasuatsu (Jōō) 上田主水安敦(譲翁) 1820–1888
13. Ueda Shōgoi Danshaku Yasukyo 上田正五位男爵　安靖 1849–1907
14. Ueda Shōsani Danshaku Muneo (Sōō) 上田正三位男爵　宗雄(宗翁) 1883–1961
15. Ueda Shōgoi Motoshige (Sōgen) 上田正五位元重(宗源)?-1994
16. Ueda Sōkei 上田宗冏 1945-